# Мотрине
Мо́трине — село в Україні, у Горішньоплавнівській міській громаді Кременчуцького району Полтавської області. Населення становить 153 осіб.

## Історія
За даними 1859 року налічувалося 67 дворів та 438 жителів, завод.
Станом на 1913 р в Мотрине Кобелячківської волості Кременчуцького повіту налічувалось 122 двори та 693 жителі.  
До 1922 року входило в Кременчуцький повіт. 

## Географія
Село Мотрине знаходиться за 4 км від лівого берега річки Сухий Кобелячок та за 5 км від Кам'янського водосховища. На відстані 1,5 км розташоване село Салівка.